# Assedio di Trioessa

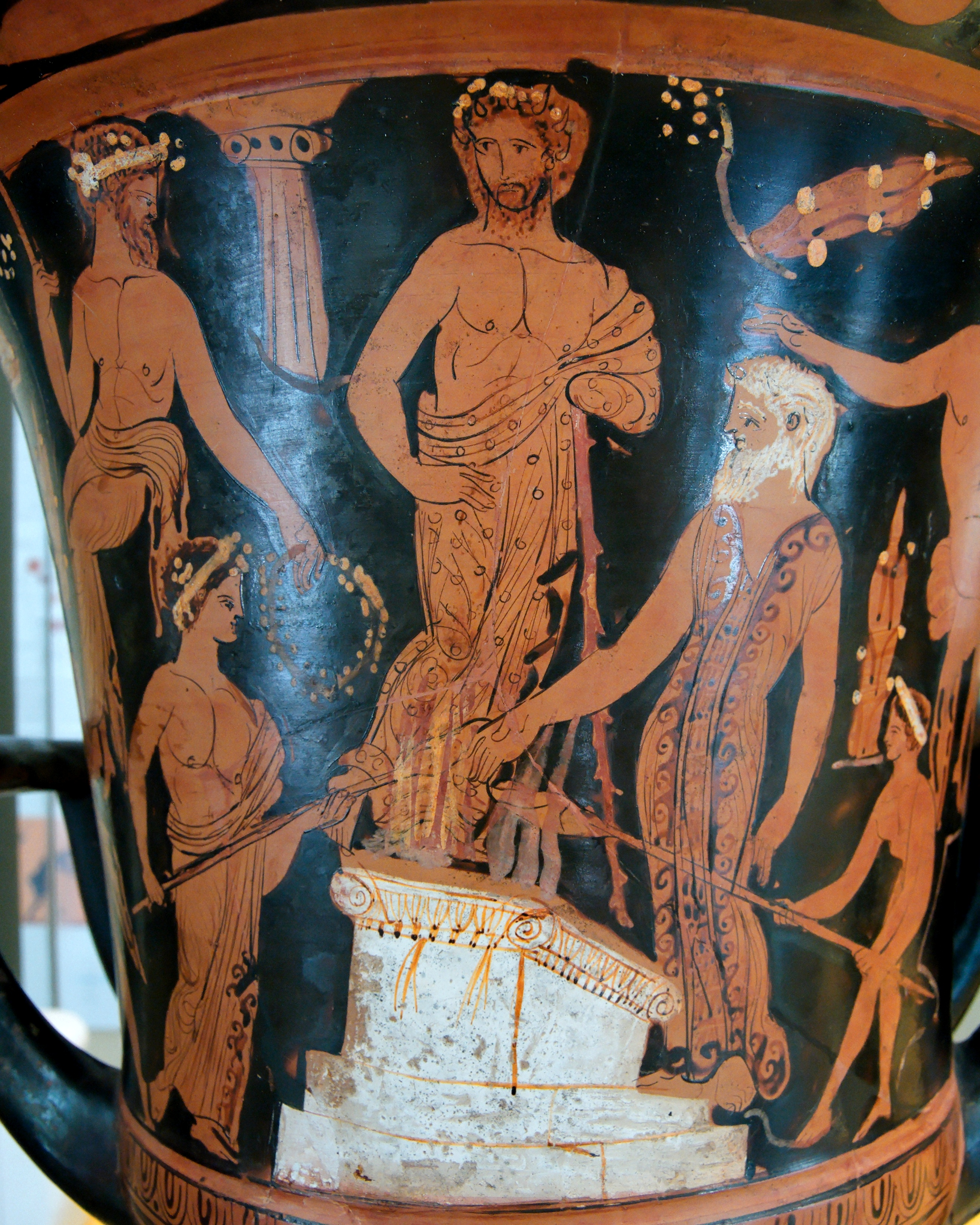
Nestore e i suoi figli sacrificano un toro a Poseidone sulla spiaggia di Pilo. Cratere a calyx Attico a figure rosse, 400-380 a.C., Madrid, Museo Arqueológico Nacional de España

Il mitologico assedio di Trioessa avvenne durante la guerra tra i Pilii e gli Epei ai tempi dei re Neleo ed Augia, narrata dall'eroe Nestore in vari episodi dell'Iliade.
Specificamente tale evento viene narrato da Nestore a Patroclo nell'XI libro dell'Iliade.

## Prologo
Dopo aver subito una pesante sconfitta contro Eracle, il regno di Pilio governato da Neleo è debole, e sottoposto alle angherie dei vicini Epei, chiamati anche Elei.
Razzie, provocazioni, fino ad arrivare al furto dei cavalli da gara di Neleo da parte di Augia, portano i Pilii a non tollerare più tale atteggiamento, spingendoli a loro volta a reazioni.

## Il conflitto

### Causa del conflitto
Il giovane figlio del re, Nestore, organizza con dei compagni una razzia contro i vicini.
Uccisi alcuni tra i guardiani e proprietari di bestiame, tra cui un certo Itimoneo ucciso dallo stesso Nestore, i Pilii si impadroniscono di un abbondante bottino.
Una cinquantina di mandrie di bovini, altrettanti branchi di capre, lo stesso numero di gruppi di porci e di greggi di capre, oltre a centocinquanta cavalle femmine con molti puledri appresso.
Neleo prese per sé trecento capi tra buoi e pecore, mentre il resto venne dato a tutti coloro che nel tempo avevano subito sopraffazioni.

### I preparativi
Tre giorni dopo la spartizione del bottino, gli Epei si armarono e marciarono nella pianura arrivando alla città di confine Trioessa, cingendola d'assedio per conquistarla.
Avvertiti del pericolo dalla dea Atena, il giorno dopo i Pilli si radunarono verso il fiume Minieo.
Attesero fino a sera l'arrivo dei rinforzi delle varie città, rifocillandosi e sacrificando vittime a Zeus, un toro all'Alfeo, un toro a Poseidone ed una giovenca ad Atena.
Preso il pasto serale divisi nei reparti e passata la notte sulle rive del fiume, il mattino dopo si presentarono a Trioessa.

### Forze in campo
Entrambi gli eserciti erano di carattere Miceneo, con i membri dell'aristocrazia che combattevano su carri ed equipaggiati con costose armature in metallo, un nucleo di fanteria formato anch'esso da cittadini che potevano permettersi armi in bronzo, ed il resto dei soldati armati alla meglio.
Omero cita Mulio al comando epeo dei combattenti col carro, quindi probabilmente svolgeva il ruolo di lawaghetas dell'esercito di Augia. Tra i combattenti sul carro troviamo anche due giovanissimi Molionidi, alla loro prima battaglia.
Non viene citato invece il comandante delle forze di Pilio. Sappiamo che partecipò il giovane Nestore, che però si schierò tra le file dei fanti, dato che suo padre gli aveva nascosto i cavalli per non farlo partecipare alla sua prima battaglia.
Tenendo conto del Catalogo delle navi dell’Iliade, è possibile stimare che gli schieramenti erano composti dai 3 000 ai 4 000 soldati. Ma questa è solo un'ipotesi.

### Descrizione della battaglia
Molto probabilmente l'ordine di battaglia rispecchiava le classiche battaglie dell'epoca, con davanti i carri da guerra con il compito di disorganizzare le schiere nemiche, mentre la fanteria restava alle loro spalle.
Dopo l'invocazione da parte dei Pilii di Zeus e di Atena, le due schiere si affrontano.
Il primo ad abbattere un avversario è proprio Nestore, che uccide proprio Mulio che gli si era presentato di fronte, impadronendosi in questo modo del suo carro e gettandosi tra le prime fila.
Alla scomparsa del loro comandante, l'armata degli Epei viene atterrita ed i soldati rompono le file, permettendo in questo modo agli avversari di farne strage.
Lo stesso Nestore racconta di essersi impadronito di cinquanta cocchi, uccidendone i guerrieri.
Durante lo scontro Nestore è sul punto di uccidere anche i Molionidi, ma l'intervento di Poseidone è propizio. Il dio riuscì a sottrarli avvolgendoli con una nuvola, togliendoli dalla vista dell'eroe vincitore.
I Pilii vincitori inseguirono gli sconfitti per tutta la pianura fino alla città di Buprasio massacrandoli, per poi tornare indietro portando Nestore in trionfo, carichi di bottino che contava carri da guerra, cavalli, armi ed armature.

## Sfondo storico
Purtroppo nulla ha dimostrato la storicità di questo assedio e del conflitto tra i due regni vicini.
L'episodio viene raccontato solamente in quel verso dell'Iliade, e questo porta a catalogare tale conflitto tra gli eventi mitici.
Possiamo però affermare che il racconto si muove in uno sfondo storico.
Le razzie di bestiame erano all'ordine del giorno durante il periodo miceneo.
I conflitti e gli scontri di minor portata tra le città ed i regni sono raccontanti in molti racconti, in miti, oltre ad essere immortalati in vasi ed altre testimonianze giunte fino ad oggi.
Anche la geografia ha un certo peso, alcuni dei luoghi - come i fiumi - sono confermati.
L'armamento e la tipologia della battaglia - carri da guerra, fanti armati di bronzo - rispecchiano la storicità dell'evento.
Interessanti gli accenni all'attesa dell'arrivo dei vari reparti, della suddivisione del pasto serale in gruppi, dei sacrifici agli dei.
Quindi sebbene possiamo catalogare il conflitto ed i suoi protagonisti e le gesta come miti, possiamo prendere questo episodio come un racconto di un generico scontro tra vicini dell'antico mondo miceneo.